# Protocetidae
Protocetidae là danh pháp khoa học của một họ cá voi cổ (Archaeoceti) đã tuyệt chủng. Theo nghĩa hẹp (sensu stricto) của O'Leary, nó bao gồm các chi và loài sau đây:
- Indocetus †
  - Indocetus ramani Sahni & Mishra, 1975 [Indocetinae Gingerich và ctv., 1993]
- Protocetus †
  - Protocetus atavus Fraas, 1904
- Georgiacetus †
  - Georgiacetus vogtlensis Hulbert, Petkewich, Bishop, Bukry & Aleshire, 1998
- Pontobasilus †
- Platyosphys †
  - Platyosphys paulsonii Brandt
- Microzeuglodon †
- Kekenodon †
  - Kekenodon onamata Hector, 1881
- Pachycetus †

Theo nghĩa rộng, nó là một tổ hợp cận ngành và bao gồm thêm các chi và loài sau đây:
- Artiocetus † [Indocetinae Gingerich và ctv., 1993]
  - Artiocetus clavis Gingerich, ul Haq, Zalmout, Khan & Malkani, 2001
- Takracetus †
  - Takracetus simus Gingerich, Arif & Clyde, 1995
- Natchitochia †
  - Natchitochia jonesi Uhen, 1998
- Eocetus † Fraas, 1904 [Mesocetus Fraas, 1904]
  - Eocetus schweinfurthi Fraas, 1904 [Mesocetus schweinfurthi Fraas, 1904]
  - Eocetus wardii Uhen, 1999
- Pappocetus †
  - Pappocetus lugardi Andrews, 1920
- Quisracetus †
  - Quisracetus arifi Gingerich, ul Haq, Khan & Zalmout, 2001
- Gaviacetus Gingerich, Arif & Clyde, 1995
  - Gaviacetus razai Gingerich, Arif & Clyde, 1995
  - Gaviacetus sahnii Bajpai & Thewissen, 1998
- Rodhocetus † Gingerich và ctv., 1995
  - Rodhocetus balochistanensis Gingerich, ul Haq, Zalmout, Khan & Malkani, 2001
  - Rodhocetus kasrani Gingerich và ctv., 1995
- Babiacetus † Trivedy & Satsangi, 1984
  - Babiacetus mishrai Bajpai & Thewissen, 1998
  - Babiacetus indicus Trivedy & Satsangi, 1984

Năm 2009, chi mới được miêu tả là Maiacetus cũng được xếp trong họ này với loài duy nhất là Maiacetus inuus.